# Rouen, quai de Paris
Rouen, quai de Paris est un tableau réalisé à Rouen par Albert Marquet en 1912.
Cette peinture à l'huile sur toile est conservée au musée des Beaux-Arts de Lyon.